# L'Arétin dans l'atelier du Tintoret
L'Arétin dans l'atelier du Tintoret est un tableau peint par Pierre-Nolasque Bergeret en 1822. Il est conservé depuis 2016 au Nationalmuseum de Stockholm, en Suède.

## Historique
Le tableau est présenté pour la première fois par Bergeret au Salon de 1822. Dans le livret de l'exposition, l'artiste décrit ainsi son sujet : 

« Le Tintoret peintre célèbre et d’un caractère original ayant appris que l’Arétin, poète reconnu pour l’âpreté de ses critiques, avait dit du mal de ses tableaux, résolut de s’en venger. Un jour qu’il rencontre l’Arétin, faisant semblant d’ignorer ce qu’il avait dit, il l’invite à venir chez lui, désirant faire son portrait ; l’Arétin s’y rend. Lorsqu'ils sont seuls, le Tintoret prend un grand pistolet d'arçon et se met à en mesurer l'Arétin des pieds à la tête, puis il lui dit : "c'est ainsi que je prends mes mesures ; mettez vous là que je commence votre portrait." l'Arétin remis de sa frayeur devint l'ami du Tintoret. »

En 2014, le tableau est prêté au Musée des beaux-arts de Lyon dans le cadre de l'exposition L'invention du Passé. Histoires de cœur et d'épée 1802-1850.
En 2016, il est acquis par le Nationalmuseum de Stockholm.